# الپن، آلمان
الپن، المان (به آلمانی: Alpen, Germany) یک شهر در آلمان است که در نوردراین-وستفالن واقع شده‌است.

## خصوصیات
الپن ۵۹٫۵۴ کیلومترمربع مساحت دارد ۲۵ متر بالاتر از سطح دریا واقع شده‌است.